# 百足藤
百足藤（学名：Pothos repens）为天南星科石柑属的植物。分布在越南北部以及中国大陆的许可证南部、云南东南部、广东南部及沿海岛屿等地，生长于海拔120米至900米的地区，多生在林内石上，目前尚未由人工引种栽培。

## 别名
细蜈蚣草、蜈蚣草(广西玉林) 姜藤（广西龙州） 石蜈蚣（广西陆川） 下山蜈蚣（广西博白） 蜈蚣藤（广东澄迈） 鸭子草（广东保亭）